# Chou Daubenton
Variété
Classification phylogénétique
Le chou Daubenton, ou chou branchu (Brassica oleracea var. ramosa) est une variété vivace de chou commun (Brassica oleracea) cultivé comme plante potagère pour ses jeunes feuilles au goût proche du Brocoli consommées crues ou cuites comme légume.
Il doit son nom à Louis Jean-Marie Daubenton, médecin, naturaliste et premier directeur du Muséum national d'histoire naturelle.
Synonymes : chou branchu, chou perpétuel, chou vivace, chou à mille têtes.

## Culture

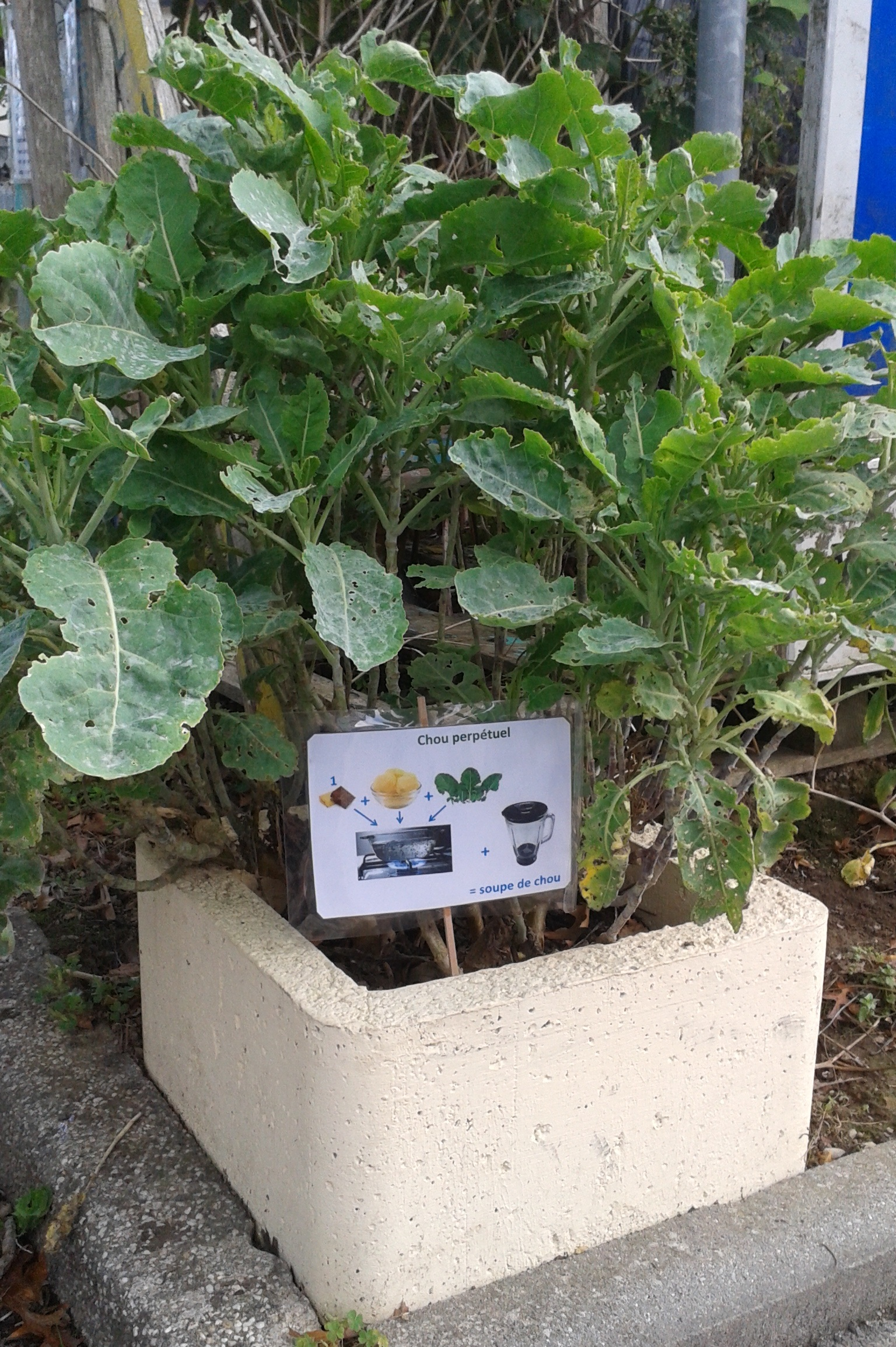
Chou perpétuel de Daubenton, aux Incroyables Comestibles, avec une affiche-recette.

Dans un sol riche, frais, plutôt lourd (de préférence calcaire), correctement amendé, on le plante sur un emplacement d' 1 mètre par 1 mètre au printemps avec un arrosage par temps sec et un peu de compost.
Une plantation installée sous une exposition ensoleillée dans un terrain bien drainé peut durer de 5 à 7 ans. Les hivers trop rigoureux peuvent parfois avoir raison de lui. Pour pallier ce problème, on peut facilement produire ses propres boutures en coupant des « jets » qu'on plante directement en terre. 

### Le chou au potager

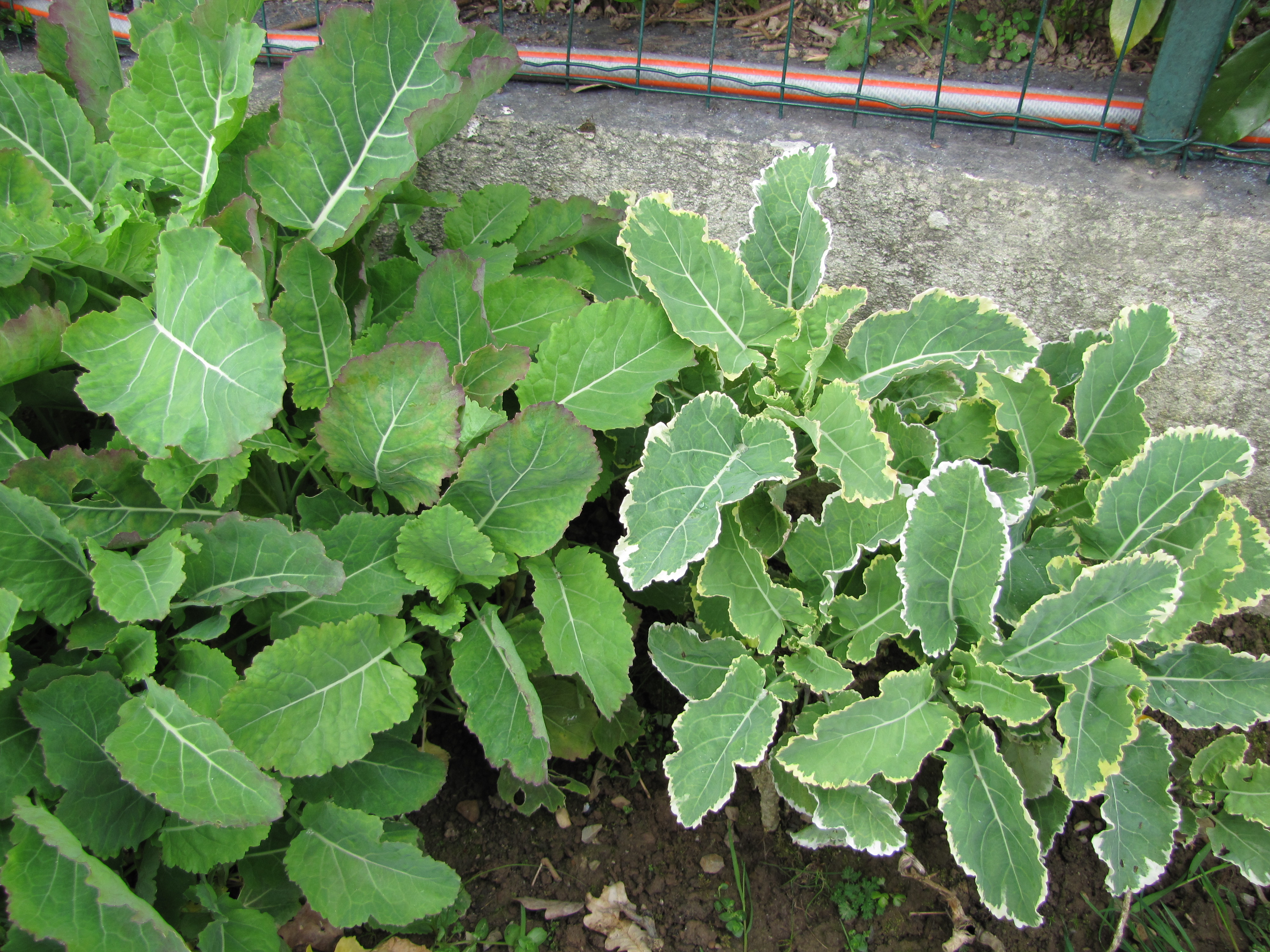
Choux perpétuels, classique et panaché.

Comme tous les choux, le chou perpétuel attire la piéride du chou et les altises.
Les limaces et escargots en raffolent également.

Les choux Daubenton ont dans la majorité des cas les feuilles vertes, mais ils existent également avec des feuilles panachées.

## Utilisation

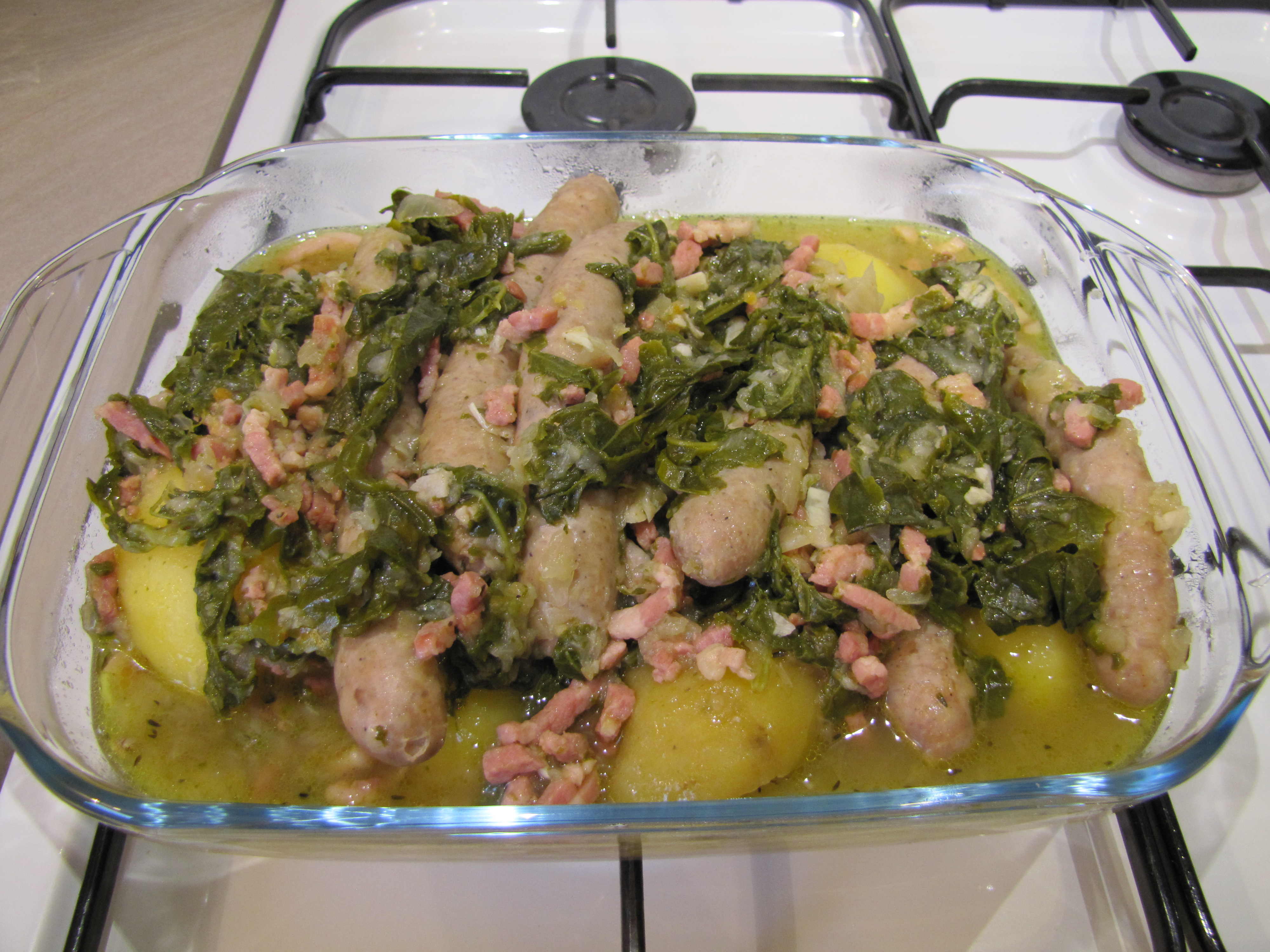
Mijoté de chou perpétuel Daubenton

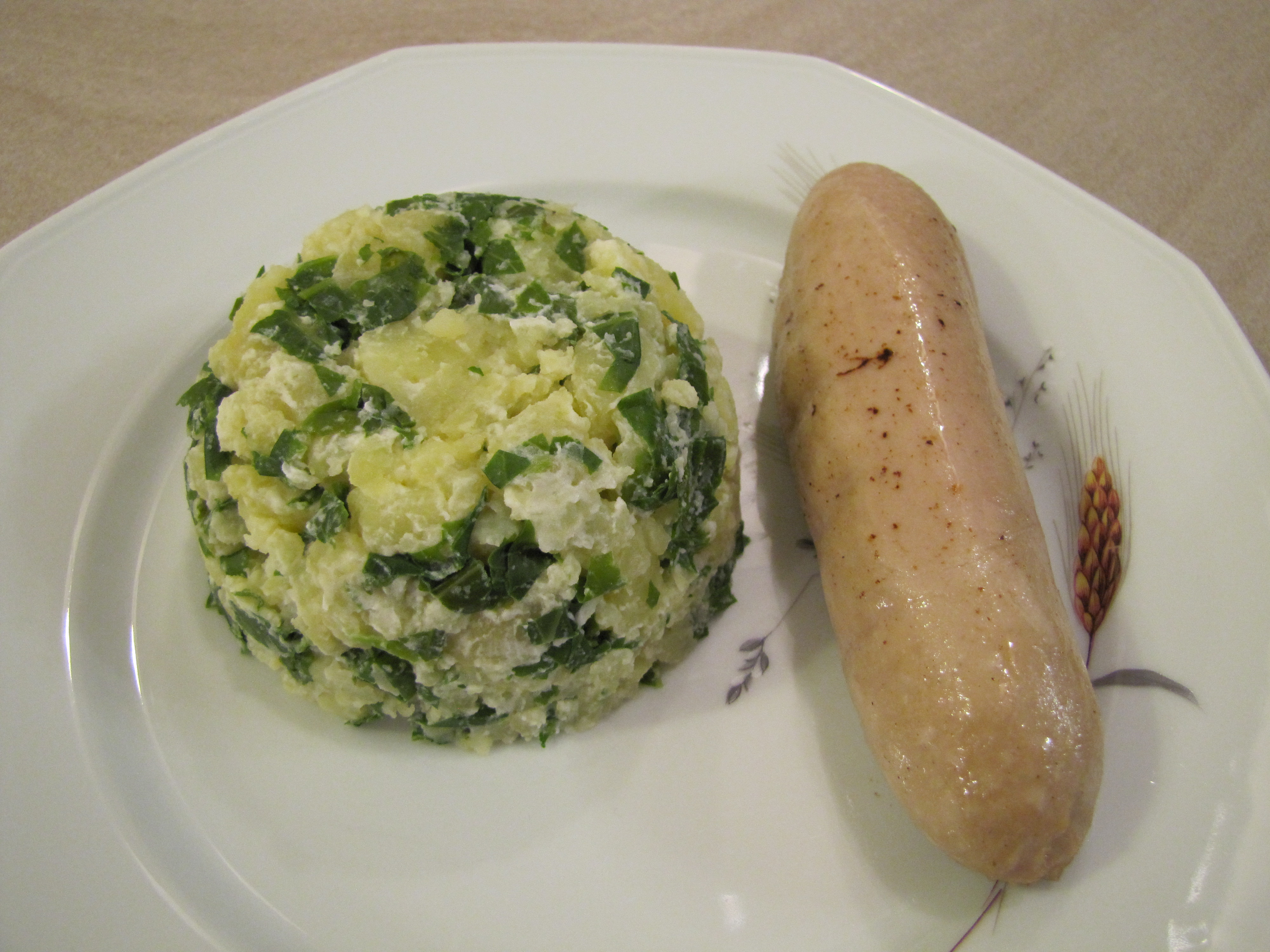
Écrasé de pommes de terre au chou Daubenton.

La rusticité (jusqu'à -15 °C) et le caractère perpétuel du chou Daubenton en faisait anciennement un chou fourrager facile à faucher et à produire, mais il a été ensuite remplacé par d'autres cultures fourragères.
Aujourd'hui, le chou vivace de Daubenton est revenu à la mode chez les chefs cuisiniers et les jardiniers.